# BootX
BootX是一款由苹果公司为其麥金塔电脑设计研发的基于软件的啟動程式。BootX通过先载入所有所需的驱动程序，再启动PowerPC架构麦金塔（Mac OS X 10.2及更高版本）内核的方式启动Mac OS X。
通过使用BootROM（一块包含OpenFirmware的唯讀記憶體芯片），相兼容的麦金塔电脑将在启动时显示灰色的苹果图标启动画面。
此程序以苹果公共源代码许可证作为Darwin操作系统的一部分发布。
苹果公司使用boot.efi取代了BootX，同时还在因特尔架构的麦金塔上安装了統一可延伸韌體介面唯读内存。

## 历史
于1983年至1998年发布的旧麦金塔电脑使用的是最基本的啟動程式；其启动程序的代码仅仅存储于一块最大为4MB的ROM芯片上。这颗芯片被人熟知为麦金塔工具箱（又名旧世界固件），其与现如今需要大小足够的硬盘来存储操作系统的设计截然不同。此设计直至1998年才退出市场。
随着iMac系列的发布，引导程序固件（BootROM）得到了更新。其固件大小减小到了 1 MB，剩余部分被移动至macOS硬盘系统文件夹中的Mac OS ROM文件。此固件使用了OpenFirmware标准的完整实现（包含在BootROM内），命名为新世界固件。
2001年，随着Mac OS X 10.0的发布，Mac OS ROM也被BootX引导程序文件取代。2002年，随着Mac OS X 10.2的发布，“开心麦金塔”也被灰色的苹果图标取而代之。2006年，苹果公司发布因特尔架构的麦金塔，同时使用几乎完全相同的統一可延伸韌體介面ROM（虽然其依然名为BootROM）和boot.efi文件代替BootX登上了历史舞台。

旧世界固件引导图标
新世界固件引导图标

## 特性
为了使自家的引导程序吸引大批操作系统开发者，苹果在引导过程中添加了诸多功能以增添其灵活性，如TFTP的网络引导功能、Mach-O和ELF格式内核的载入功能。BootX同时也可从HFS、HFS+、UFS和ext2卷引导。通过按下特定组合键，用户可操控启动流程（如同时按下⌘ Cmd+V可开启详细引导及單用戶模式；按下⌘ Cmd+S可开启文本或命令行界面以进行恢复）。此固件也可通过OpenFirmware界面设置密码以保护部分功能。

## 引导流程

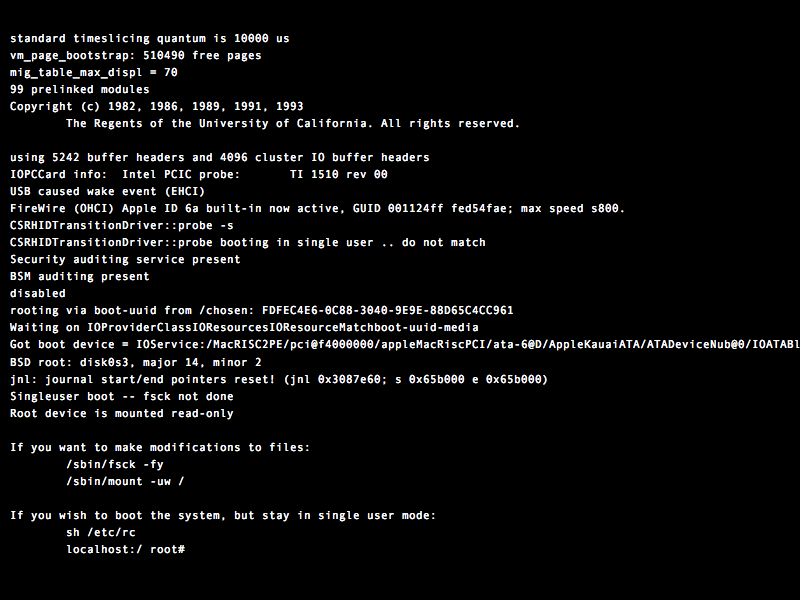
以单用户模式启动的Mac OS X

在PowerPC架构的麦金塔电脑上首先需激活BootROM，执行加电自检后开始引导流程。若自检通过，电脑将播放启动音效，随后将控制权转交给OpenFirmware。OpenFirmware收到控制权后开始检查存储于NVRAM中的设置，并根据FCode信息构建设备树上的设备列表。
上述流程完成后，BootX将接管启动进程，开始配置键盘和显示器、保留内存并检查用户是否按下特定组合键。随后，BootX将显示灰色苹果图标、旋转等待光标、载入并开启内核及部分扩展。